# Amphilius kakrimensis
Amphilius kakrimensis är en fiskart som beskrevs av Teugels, Skelton och Lévêque, 1987. Amphilius kakrimensis ingår i släktet Amphilius och familjen Amphiliidae. IUCN kategoriserar arten globalt som sårbar. Inga underarter finns listade i Catalogue of Life.